# الأردن في الألعاب الأولمبية الصيفية 2000
شارك الأردن في الألعاب الأولمبية الصيفية لعام 2000 التي أقيمت في سيدني في أستراليا، في الفترة من 15 سيبتمبر - 1 أوكتوبر 2000. وتعتبر هذه المشاركة هي السادسة للأردن على التوالي في الألعاب الأولمبية الصيفية منذ عام 1980. تعد المشاركة الأردنية في هذه الدورة هي الأكبر من حيث عدد اللاعبين، وترأس وزير الشباب والرياضة السابق سعيد شقم البعثة، والتي ضمت أيضا: عصمت الكردي وموفق الفواز وذوقان عبيدات، واختارت اللجنة الأولمبية الأردنية فريقًا من 9 لاعبين ( 4 سيدات و 5 رجال ) للتنافس في سبع رياضات في الألعاب الأولمبية (الفروسية ،كرة الطاولة، السباحة ،ألعاب القوى، رفع الاثقال، التايكواندو،الرماية) . واختيرت الأميرة هيا بن الحسين لحمل العلم الأردني في حفل الافتتاح.

## الرياضيون المشاركون
مثل الأردن في ھذه البطولة اللاعبون : الأميرة هيا بنت الحسين (الفروسية) ، تتيانا النجار (كرة الطاولة)، محمد الكفريني (ألعاب القوى)، ندى قعوار (ألعاب القوى)، عمر أبو فارس (السباحة)، هناء مجج (السباحة)، عوض العابودي (رفع الأثقال)، محمد الفرارجة (التايكواندو)، مفيد اللوانسة (الرماية).

## الألعاب الرياضية
الركض 800م للرجال:
- محمد القفريني
  1. الجولة 1 - DQ (→ لم يتقدم على زملائه، المركز الأخير و 62)

االنساء في رمي الكرة الحديدية:
- ندى قعوار
  1. التأهل - 15.67 (← لم تتقدم أكثر من ذلك ، المركز 25)

## السباحين
من الرجال في السباحة الفردية ل200م :
- عمر أبو فارس
  1. الدور التمهيدي - 2:21.22 (← لم يتقدم ، في المركز الأخير والمرتبة 56)

من النساء في سباحة الفراشة ل200م:
- هناء مجج
  1. الدور التمهيدي - 2:31.78 (→ لم تتقدم ، في المركز الأخير والمرتبة 36)

## الرماية
من الرجال: 
| الرياضي     | النتيجة                  | المؤهل    | المؤهل | نهائي                    | نهائي                    |
| الرياضي     | النتيجة                  | أحرز هدفا | مرتبة  | أحرز هدفا                | مرتبة                    |
| ----------- | ------------------------ | --------- | ------ | ------------------------ | ------------------------ |
| مفيد علاونة | اطلاق الرصاص على بعد 50م | 581       | 50     | لم يتقدم عن الهدف المسجل | لم يتقدم عن الهدف المسجل |